# کنارد (تگزاس)
کنارد، تگزاس (به انگلیسی: Kennard, Texas) یک شهر در ایالات متحده آمریکا با جمعیت ۳۱۷ نفر است که در تگزاس واقع شده‌است.

## موقعیت جغرافیایی
موقعیت جغرافیایی شهرها و مناطق اطراف به شرح زیر است: